# 石井村 (愛媛県)
石井村（いしいむら）は愛媛県久米郡・温泉郡にあった村である。

## 沿革
- 1889年（明治22年）12月15日 - 町村制の施行により、今在家村、井門村、越智村、居相村、古川村、西石井村、東石井村、星岡村、天山村、朝生田村、和泉村、北土居村、南土居村（一部）が合併して久米郡石井村が発足。
- 1896年（明治29年）1月26日 - 伊予鉄道森松線が開業。
- 1897年（明治30年）4月1日 - 所属郡を温泉郡に変更。
- 1907年（明治40年）6月30日 - 村役場が東石井（本覚寺）から西石井に移転[1]。
- 1914年（大正03年）4月 - 小野・久米・石井・浮穴・南吉井五ヶ村入山組合設立[2]。
- 1934年（昭和09年）3月24日 - 国鉄バス松山-久万間運転開始[3]。
- 1945年（昭和20年）7月26日 - 空襲により石井国民学校、民家30戸などを焼失。死者1名[4]。
- 1946年（昭和21年）3月 - 石井郵便局が開局[5]。
- 1951年（昭和26年）10月15日 - 石井公民館が開館[6]。
- 1962年（昭和37年）4月1日 - 松山市に編入。同日石井村廃止。

## 地理
温泉郡のほぼ中央にあり、東は久米村、南は浮穴村および伊予郡北伊予村、西は余土村、北は素鵞村および雄群村に接する。地勢はおおむね平坦だが、北東部に3つの小丘がある。

### 河川
- 重信川
- 石手川
- 小野川
- 内川

### 丘陵
- 天山
- 星岡山
- 東山

## 官公署など

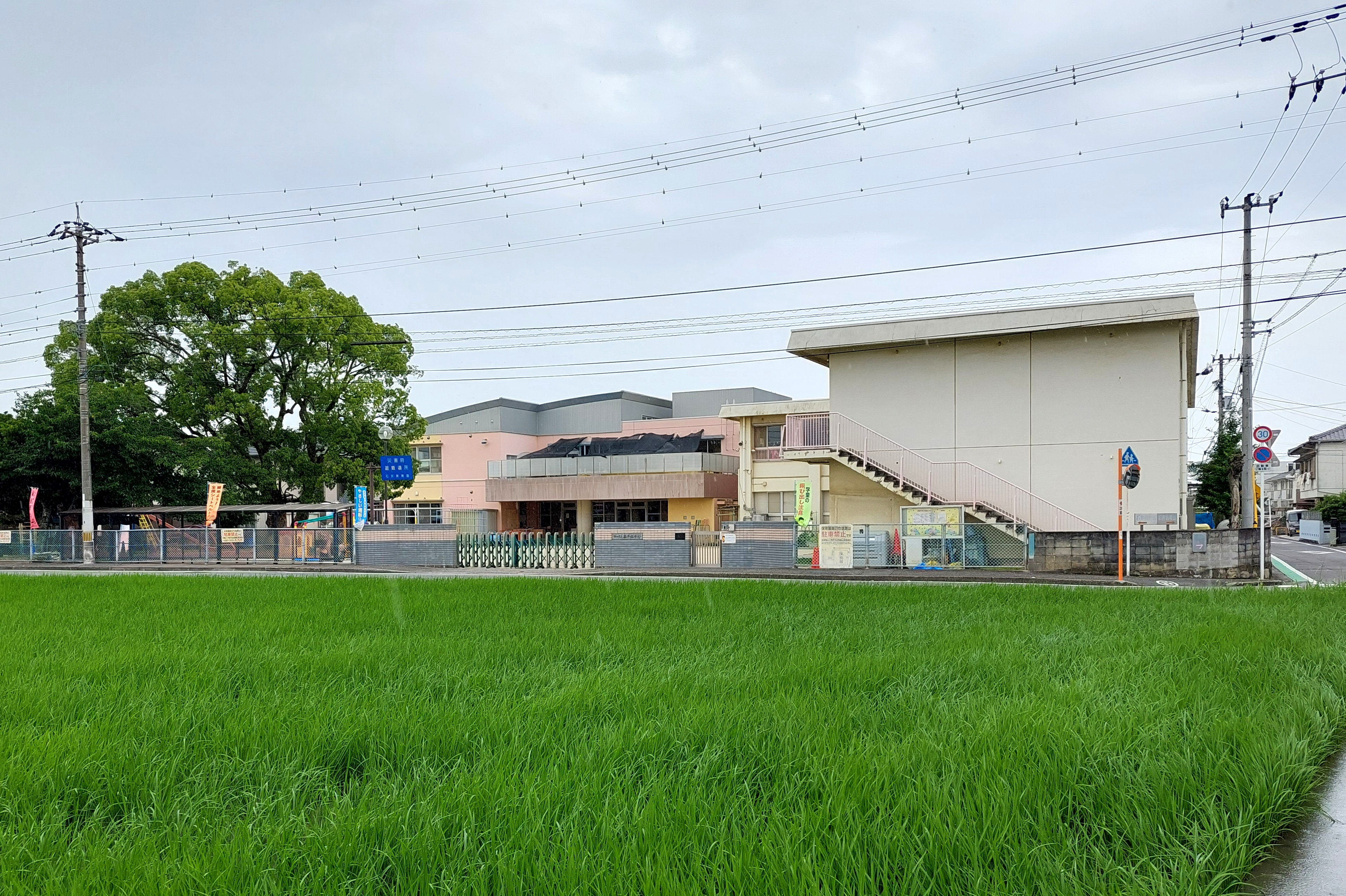
石井保育園（かつての石井村役場所在地）

- 石井村役場 - 石井村発足当初は大字東石井の本覚寺に役場が置かれていたが、1906年（明治39年）に大字西石井の有力者から土地提供の申し入れがあり、翌年に庁舎を新築して本覚寺より移転した[8]。村役場は松山市への編入後、同市石井支所となり、1976年（昭和51年）10月11日まで西石井町19番地（現在の石井保育園所在地）にあった[9]。
- 石井村駐在所 - 1898年（明治31年）に大字北土居の国道沿いに設置されたが、1935年（昭和10年）に越智305番地に新築移転した[10]。
- 石井郵便局 - 1946年（昭和21年）大字北土居に開局。
- 石井村農業協同組合 - 1948年（昭和23年）5月発足[11]。

## 教育
- 石井村立石井小学校（閉村時）
- 石井村立石井中学校（閉村時）

## 交通

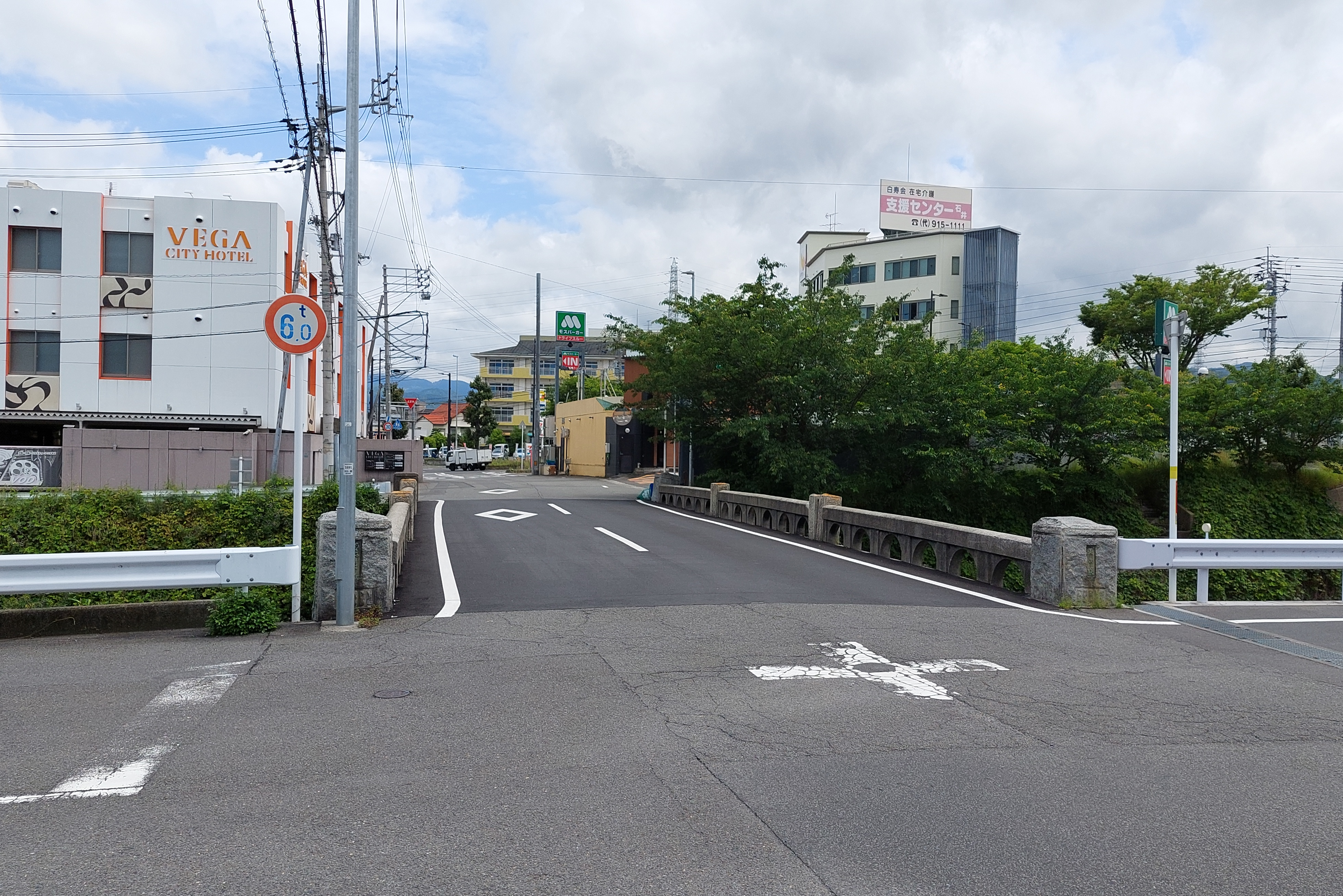
天山橋（旧国道33号）

### 鉄道路線
- 伊予鉄道森松線
石井駅

### 道路
- 土佐街道 - 国道33号
- 県道松山伊予線
- 県道久米垣生線

## 名所・旧跡・観光スポット・祭事・催事
- 伊豫豆比古命神社 - 椿祭り
- 天山神社（大字天山）
- 雲門寺（大字星岡）
- 善宝寺（大字朝生田）
- 長徳寺（大字古川）
- 万福寺（大字南土居）
- 縦渕城跡 - 承久年間中河野通久が築城し、曾孫通盛が湯築城を築くまで河野氏の拠点となった[12]。

## 出身・ゆかりのある人物
- 岡田温 - 衆議院議員、石井村長